# Arrondissement de Dreux
L'arrondissement de Dreux est une division administrative française, située dans le département d'Eure-et-Loir et la région Centre-Val de Loire.

## Composition

### Cantons
Les cantons de l'arrondissement de Dreux avant 2015 étaient :
- Anet
- Brezolles
- Châteauneuf-en-Thymerais
- Dreux-Est
- Dreux-Ouest
- Dreux-Sud
- La Ferté-Vidame
- Nogent-le-Roi
- Senonches

À la suite de la réforme de 2015, le nombre de cantons s'est réduit, certains ont fusionné, d'autres se sont agrandis. Les cantons de l'arrondissement de Dreux s'établissent désormais comme suit :
- Anet
- Dreux-1
- Dreux-2
- Saint-Lubin-des-Joncherets
- 10 communes du canton d'Épernon

### Découpage communal depuis 2015
Depuis 2015, le nombre de communes des arrondissements varie chaque année soit du fait du redécoupage cantonal de 2014 qui a conduit à l'ajustement de périmètres de certains arrondissements, soit à la suite de la création de communes nouvelles. Le nombre de communes de l'arrondissement de Dreux reste quant à lui inchangé depuis 2015 et égal à 108.
Au 1er janvier 2024, l'arrondissement groupe les 108 communes suivantes :
1. Abondant
2. Allainville
3. Anet
4. Ardelles
5. Aunay-sous-Crécy
6. Beauche
7. Berchères-sur-Vesgre
8. Bérou-la-Mulotière
9. Boissy-en-Drouais
10. Boissy-lès-Perche
11. Boncourt
12. Le Boullay-les-Deux-Églises
13. Le Boullay-Mivoye
14. Le Boullay-Thierry
15. Boutigny-Prouais
16. Bréchamps
17. Brezolles
18. Broué
19. Bû
20. La Chapelle-Forainvilliers
21. La Chapelle-Fortin
22. Charpont
23. Châtaincourt
24. Châteauneuf-en-Thymerais
25. Les Châtelets
26. Chaudon
27. La Chaussée-d'Ivry
28. Cherisy
29. Coulombs
30. Crécy-Couvé
31. Croisilles
32. Crucey-Villages
33. Dampierre-sur-Avre
34. Digny
35. Dreux
36. Écluzelles
37. Escorpain
38. Faverolles
39. Favières
40. La Ferté-Vidame
41. Fessanvilliers-Mattanvilliers
42. Fontaine-les-Ribouts
43. La Framboisière
44. Garancières-en-Drouais
45. Garnay
46. Germainville
47. Gilles
48. Goussainville
49. Guainville
50. Havelu
51. Jaudrais
52. Lamblore
53. Laons
54. Lormaye
55. Louvilliers-en-Drouais
56. Louvilliers-lès-Perche
57. Luray
58. Maillebois
59. La Mancelière
60. Marchezais
61. Marville-Moutiers-Brûlé
62. Le Mesnil-Simon
63. Le Mesnil-Thomas
64. Mézières-en-Drouais
65. Montigny-sur-Avre
66. Montreuil
67. Morvilliers
68. Néron
69. Nogent-le-Roi
70. Ormoy
71. Ouerre
72. Oulins
73. Les Pinthières
74. Prudemanche
75. La Puisaye
76. Puiseux
77. Les Ressuintes
78. Revercourt
79. Rohaire
80. Rouvres
81. Rueil-la-Gadelière
82. Saint-Ange-et-Torçay
83. Sainte-Gemme-Moronval
84. Saint-Jean-de-Rebervilliers
85. Saint-Laurent-la-Gâtine
86. Saint-Lubin-de-Cravant
87. Saint-Lubin-de-la-Haye
88. Saint-Lubin-des-Joncherets
89. Saint-Lucien
90. Saint-Maixme-Hauterive
91. Saint-Ouen-Marchefroy
92. Saint-Rémy-sur-Avre
93. Saint-Sauveur-Marville
94. La Saucelle
95. Saulnières
96. Saussay
97. Senantes
98. Senonches
99. Serazereux
100. Serville
101. Sorel-Moussel
102. Thimert-Gâtelles
103. Tremblay-les-Villages
104. Tréon
105. Vernouillet
106. Vert-en-Drouais
107. Villemeux-sur-Eure
108. Villiers-le-Morhier

## Démographie
En 2022, l'arrondissement comptait 130 609 habitants.
| 1968   | 1975   | 1982    | 1990    | 1999    | 2006    | 2011    | 2016    | 2021    |
| ------ | ------ | ------- | ------- | ------- | ------- | ------- | ------- | ------- |
| 79 372 | 91 961 | 104 300 | 118 887 | 120 298 | 126 176 | 127 617 | 129 414 | 129 336 |

| 2022    | - | - | - | - | - | - | - | - |
| ------- | - | - | - | - | - | - | - | - |
| 130 609 | - | - | - | - | - | - | - | - |

## Sous-préfets

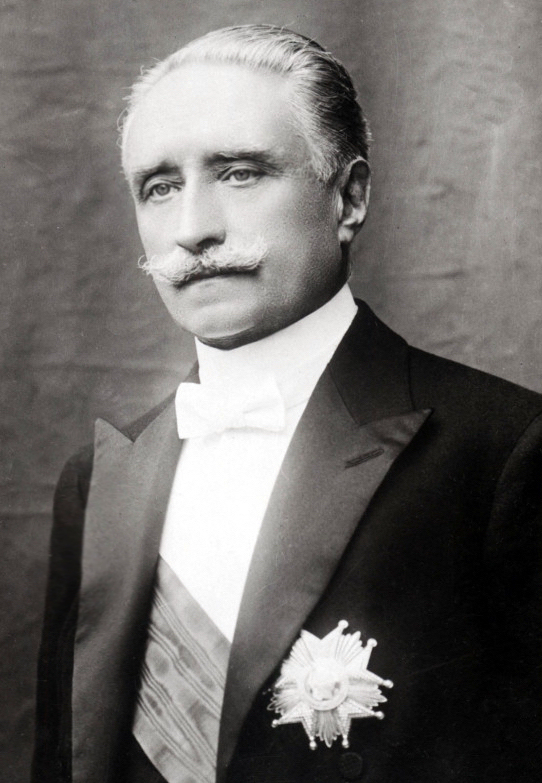
Paul Deschanel, sous-préfet de l’arrondissement de Dreux de 1877 à 1879, élu président de la République en 1920.

L'arrondissement de Dreux a eu comme représentant de l'État, depuis sa création en 1800, les sous-préfets suivants :
| Période          | Période          | Identité                        | Fonction précédente                                                  | Observation |
| ---------------- | ---------------- | ------------------------------- | -------------------------------------------------------------------- | --- |
|                  |                  |                                 |                                                                      | |
| 1840             | 1848             | Jean-Baptiste François Maréchal |                                                                      | |
| 30 décembre 1877 | 3 mai 1879       | Paul Deschanel                  | Secrétaire particulier du président du Conseil, Jules Simon.         | Quitte la sous-préfecture de Dreux pour devenir secrétaire général de la préfecture de Seine-et-Marne Ultérieurement : président de la Chambre des députés ; président de la République française |
|                  | 23 août 1990     | Henri Masse                     |                                                                      | Nommé directeur de cabinet du préfet des Alpes-Maritimes |
|                  | 17 juin 1991     | Bertrand Marechaux              |                                                                      | |
|                  |                  |                                 |                                                                      | |
| décembre 2003    | septembre 2007   | Gérard Lacroix                  |                                                                      | |
| 31 août 2007     | 24 août 2011     | Roger Silhol                    | Sous-préfet de Montluçon                                             | Nommé préfet hors cadre, chargé d'une mission de service public relevant du gouvernement. |
| novembre 2011    | 3 septembre 2013 | Abdelkader Guerza               |                                                                      | Nommé sous-préfet de Rambouillet |
| 3 septembre 2013 | 27 août 2015     | Frédéric Rose                   | Magistrat de l'ordre judiciaire, chef de cabinet du préfet de police | Nommé directeur de cabinet du préfet de la région Midi-Pyrénées, préfet de la Haute-Garonne |
| 27 août 2015     |                  | Wassim Kamel                    |                                                                      | |